# クリーブランド市長
クリーブランド市長（クリーブランドしちょう、英語: Mayor of Cleveland）は、アメリカ合衆国のオハイオ州クリーブランドの市長である。1977年に党派別選挙から超党派に変更された。市長及びクリーブランド市議会の任期は2年で、1981年からは4年と定められている。

## 19世紀
| ジョン・ W・ウィリー                 | 1836–1837 | 民主党     |
| ジョシュア・ミルズ                   | 1838–1839 | ホイッグ党 |
| ニコラス・ドックスタダー             | 1840      | ホイッグ党 |
| ジョン・W・アレン                    | 1841      | ホイッグ党 |
| ジョシュア・ミルズ (2期目)           | 1842      | ホイッグ党 |
| ネルソン・ヘイワード                 | 1843      | 民主党     |
| サミュエル・スタークウェザー         | 1844–1845 | 民主党     |
| ジョージ ・ホードレイ                | 1846      | 無所属     |
| ジョサイア・A・ハリス                | 1847      | ホイッグ党 |
| ロレンツォ・A・ケルシー              | 1848      | 民主党     |
| フラヴェル・W・ビンガム              | 1849      | 共和党     |
| ウィリアム・ケース                   | 1850–1851 | 共和党     |
| アブナー・C・ブラウネル              | 1852–1854 | 民主党     |
| ウィリアム・B・キャッスル            | 1855–1856 | ホイッグ党 |
| サミュエル・スタークウェザー (2期目) | 1857–1858 | 民主党     |
| ジョージ・B・センター                | 1859–1860 | 共和党     |
| エドワード・S・フリント              | 1861–1862 | 民主党     |
| アーバイン・U・マスターズ            | 1863–1864 | 共和党     |
| ジョージ・B・センター (2期目)        | 1864      | 共和党     |
| ハーマン・M・チャピン                | 1865–1866 | 無所属     |
| スティーブン・ビューラー             | 1867–1870 | 民主党     |
| フレデリック・W・ペルトン            | 1871–1872 | 共和党     |
| チャールズ・A・オーティス・シニア    | 1873–1874 | 民主党     |
| ネイサン・ペイン                     | 1875–1876 | 民主党     |
| ウィリアム・G・ローズ                | 1877–1878 | 共和党     |
| レンセラー・R・ヘリック              | 1879–1882 | 共和党     |
| ジョン・H・ファーリー                | 1883–1884 | 民主党     |
| ジョージ・W・ガードナー              | 1885–1886 | 共和党     |
| ブレントン・D・バブコック            | 1887–1888 | 民主党     |
| ジョージ・W・ガードナー (2期目)      | 1889–1890 | 共和党     |
| ウィリアム・G・ローズ (2期目)        | 1891–1892 | 共和党     |
| ロバート・ブリー                     | 1893–1894 | 民主党     |
| ロバート・E・マッキソン              | 1895–1898 | 共和党     |
| ジョン・H・ファーリー (2期目)        | 1899–1900 | 民主党     |

### オハイオ市市長
| ジョサイア・バーバー            | 1836      |
| フランシス・A・バロウズ         | 1837      |
| ノーマン・C・ボールドウィン     | 1838–1839 |
| ニーダム・M・スタンダート       | 1840–1841 |
| フランシス・A・バロウズ (2期目) | 1842      |
| リチャード・ロード              | 1843      |
| ダニエル・H・ラム               | 1844–1846 |
| デビッド・グリフィス            | 1847      |
| ジョン・ババーリン              | 1848      |
| トーマス・バーナム              | 1849–1850 |
| ベンジャミン・シェルドン        | 1851–1852 |
| ウィリアム・B・キャッスル       | 1853–1854 |

## 20世紀
| トム・ L.ジョンソン               | 1901–1909 | 民主党 |
| ハーマン・C・ベアー               | 1910–1911 | 共和党 |
| ニュートン・ディール・ベイカー    | 1912–1915 | 民主党 |
| ハリー・L・デイビス               | 1916–1919 | 共和党 |
| ウィリアム・S・フィッツジェラルド | 1920–1921 | 共和党 |
| フレデリック・コーラー            | 1922–1923 | 共和党 |
| ウィリアム・R・ホプキンス         | 1924–1929 | 共和党 |
| ダニエルE.モーガン                | 1930–1931 | 共和党 |
| レイモンド・T・ミラー             | 1932–1933 | 民主党 |
| ハリー・L・デイビス (2期目)       | 1934–1935 | 共和党 |
| ハロルド・ヒッツ・バートン        | 1936–1940 | 共和党 |
| エドワード・J・ブライシン         | 1941      | 共和党 |
| フランク・J・ラウシュ             | 1942–1945 | 民主党 |
| トーマス・A・バーク               | 1946–1953 | 民主党 |
| アンソニー・ジョセフ・セレブレズ  | 1954–1961 | 民主党 |
| ラルフ・S・ロッヒャー             | 1962–1967 | 民主党 |
| カール・B・ストークス             | 1968–1971 | 民主党 |
| ラルフ・J・パーク                 | 1972–1977 | 共和党 |
| デニス・クシニッチ                | 1977–1979 | 民主党 |
| ジョージ・ヴォイノヴィッチ        | 1980–1989 | 共和党 |
| マイケル・R・ホワイト             | 1990–2001 | 民主党 |

## 21世紀
| ジェーン・L・キャンベル | 2002年1月7日 - 2006年1月2日 | 民主党 |
| フランク・G・ジャクソン | 2006年1月2日 - 2022年1月3日 | 民主党 |
| ジャスティン・ビブ      | 2022年1月3日 - 現在         | 民主党 |